# 誘い
| ウィキペディアには「誘い」という見出しの百科事典記事はありません（タイトルに「誘い」を含むページの一覧/「誘い」で始まるページの一覧）。 代わりにウィクショナリーのページ「さそう」が役に立つかもしれません。 |